# Asociación Venezolana de Mujeres
Asociación Venezolana de Mujeres (AVM) var en förening för kvinnors rättigheter i Venezuela, grundad 1936.
Det tillhörde de mest framträdande kvinnoföreningarna i Venezuela, vilka bestod av Agrupación Cultural Femenina (ACF), Acción Femenina och Asociación Venezolana de Mujeres (AVM). 
Asociación Venezolana de Mujeres har beskrivits som den mest moderata av kvinnoföreningarna: den verkade för att förbättrade kvinnors rättigheter utan att ifrågasätta den konservativa kvinnorollen, och undvek i största mån politisk verksamhet och partipolitik.